# Pietat Rondanini

La Pietat Rondanini es troba al castell Sforzesco de Milà, és considerada l'última obra esculpida per Miquel Àngel. Va ser trobada al seu estudi després de la seva mort i fou inventariada com:
| « | Estàtua iniciada d'un Crist amb una altra figura damunt, juntes, esbossades i sense acabar. | » |

A l'agost de 1561 Miquel Àngel va donar la figura, encara en execució, al seu servidor Antonio del Francese, encara que va continuar treballant-hi fins a la seva defunció.
Més tard va ser adquirida pel marquès de Rondanini, al palau del qual va romandre molt de temps, fins que finalment el 1952 va ser adquirida per l'ajuntament de Milà, que la va destinar al museu Cívic del castell de Sforzesco.
El grup està sense acabar, i el treball es veu clarament que va ser realitzat en diverses etapes, té parts completament acabades i d'altres parts encara en elaboració com el rostre de la Verge.
Des d'un punt ideològic l'escultura s'ha relacionat amb el moment de la cultura reformista que envoltava Vittoria Colonna i en el qual participava l'escultor.